# Santuario di Nostra Signora di Loreto (Tresivio)
(Giovanni Paolo II, Regina Caeli, 5 maggio 1996)
Il santuario di Nostra Signora di Loreto, noto anche come santuario della Santa Casa di Loreto, è un luogo di culto cattolico di Tresivio, in provincia di Sondrio, in Lombardia. Il santuario è annoverato nell'elenco dei santuari e templi votivi della Diocesi di Como.
Il santuario che è anche la chiesa più grande,  a livello di dimensioni, della Valtellina, ospita al suo interno una copia Settecentesca della Santa Casa di Nazareth conservata nella Basilica di Loreto.

## Storia
Il santuario fu costruito in più fasi, nel luogo dove già nel 1016 esisteva una chiesa nota come Santa Maria in Tronchedo, edificio religioso che dal 1106 fu amministrato per circa un secolo e mezzo da alcuni benedettini facenti riferimento ai monaci della basilica di Sant'Abbondio in Como.
La decisione di trasformare la chiesa di Tronchedo in un santuario mariano fu presa nella prima metà del XVII secolo, facendo seguito a un desiderio espresso dalla popolazione locale nel contesto della guerra di Valtellina.
I lavori, iniziati nel 1646 con la posa della prima pietra del nuovo edificio, durarono per i secoli XVII e XVIII fino al 1790.
L'edificazione fu resa possibile anche dal determinante contributo economico della nobile famiglia Guicciardi di Tresivio. Antonio Guicciardi, con disposizione testamentaria 16 maggio 1656, legava alla fabbrica e alla Ecclesia Lauretana  di Tresivio stabili, fitti e capitali per un importo di 8.000 imperiali. Il nipote Giacinto Guicciardi in data 19 agosto 1656 rogava una transazione con il Vescovo di Como mediante la quale veniva eretto il suddetto Beneficio ecclesiastico con diritto di giuspatronato in perpetuum per sè e per i suoi discendenti maschi, che fu esercitato fino a metà '800. Francesco Guicciardi, Cancelliere nel Terziere di Mezzo nel 1678 e Cancelliere Supremo di Valle negli anni 1707-09, spinge il Consiglio Generale di Valle ad assegnare alla costruzione della Santa Casa "il sovrappiù di quanto contavano di ottenere dalla messa all’incanto della tratta delle granaglie importate dal ducato di Milano".
Agl'inizi del Settecento risale la costruzione della riproduzione della Santa Casa: la prima pietra fu benedetta nel 1701, per mano dell'arciprete di Tresivio Ignazio Lazzaroni.
L'edificazione del campanile durò dal 1795 al 1833, periodo in cui la chiesa fu oggetto di interventi di decorazione. Una delle campane del santuario risale al 1693.
Dal 1913, la chiesa fa ufficialmente parte dell'elenco degli edifici monumentali d'Italia.
Dopo esser stato chiuso nel 1968 per problemi strutturali, sul finire del Novecento, il santuario fu depredato, con l'aiuto dell'allora parroco Mario Simonetta, dei suoi più importanti arredi tra i quali dodici statue rappresentanti gli apostoli che erano collocate ciascuna in una apposita nicchia, tutti i quadri che costituivano la via crucis insieme a dei grandi dipinti ad olio.
In seguito fu sottoposto a importanti lavori di ristrutturazione, ultimati nell'anno 2000.
Dal 2020, il santuario ospita un ciclo di statue monumentali in legno, sculture raffiguranti i dodici apostoli.

## Descrizione
Situato nella zona centrale di Tresivio, il santuario si staglia tra i vigneti, in posizione dominante sulle pendici della montagne.
Introdotto da una facciata in stile barocco aperta da un portale in pietra ollare, il santuario conserva al suo interno una riproduzione della Santa Casa lauretana. Collocata sotto la cupola, la riproduzione comprende una nicchia che ospita una statua della Madonna Nera, oggetto di devozione popolare.
Nel presbiterio, la tribuna e la cassa dell'organo vennero costruite attorno al 1660, quando Carlo Prati fu incaricato di dotare il santuario di un organo.
Il santuario è dedicato alla natività di Maria, la cui memoria li l'8 settembre.